# Marguerite-Louis-François Duport-Dutertre
Pour les articles homonymes, voir Duport.
Marguerite-Louis-François Duport-Dutertre, né le 6 mai 1754 à Paris, guillotiné le 29 novembre 1793 à Paris.
Avocat au moment de la Révolution. Élu membre de la municipalité de Paris en 1789 et ensuite substitut du procureur de la commune, il devint, sur recommandation de La Fayette, ministre de la justice, où il remplaça Jérôme Champion de Cicé, le 21 novembre 1790. 
Forcé d'abandonner le pouvoir aux Girondins (Jean Marie Roland), le 23 mars 1792, il rentra dans la vie privée. 
Après le 10 août 1792, il fut accusé de conspiration contre la constitution et la sûreté générale de l'État. Décrété d'accusation en août 1792, en même temps que Barnave, Bertrand, Lameth, Duportail, et Tarbé, il fut arrêté et transféré à La Conciergerie. Malgré l'opinion favorable de Marat, il fut condamné à mort le 28 novembre 1793 et guillotiné en même temps que Barnave.

## Iconographie
- M.-L.-F. Duport-Dutertre, portrait dessiné par François Bonneville et gravé par Jean-César Macret.